# Cadell ap Rhodri

Mittelalterliche Königreiche in Wales. Der Herrschaftsbereich von Cadell ap Rhodri (das spätere Königreich Deheubarth).

Cadell ap Rhodri (* 854/861; † 909) war als Teil-Nachfolger seines Vaters Rhodris des Großen in der Zeit von 878 bis 909 König des mittelalterlichen keltischen Kleinkönigreiches Seisyllwg, das im Südwesten von Wales lag. Er eroberte das im Westen gelegene benachbarte walisische Königreich Dyfed und wurde zum  Stammvater der so genannten Dinefwr-Dynastie, die das Königreich (Fürstentum) Deheubarth bis in das 13. Jahrhundert regierte.

## Herkunft

### Ursprung
Cadell ap Rhodri stammt aus einer sehr alten keltischen Herrscherfamilie, die sich der Tradition nach bis auf den historisch nachweisbaren Caswallon (für die Römer: Cassivellaunus) zurückführen lässt, der um die Zeit zwischen 60 und 48 v. Chr. lebte und zur Zeit der römischen Invasion von Britannien im Jahr 54 v. Chr. dort als Hochkönig der Briten den Widerstand gegen den zweiten Britannienfeldzug von Julius Caesar leitete.
Dessen Nachkommen herrschten nach dem Abzug der römischen Legionen im Jahr 410 rund vierhundert Jahre über das Königreich Gwynedd.

### Nähere Vorfahren
Nähere direkte Vorfahren von Cadell ap Rhodri in männlicher Linie waren u. a.:
- Coel Hen (Coel der Alte) der nach dem Abzug der Römer um 410–430 Herrscher im nördlichen Britannien war und sich gegen Vorstöße der Pikten und der Iren verteidigen musste.[2]
- Gwriad König der Isle of Man (cl. c. 800) an den das „Crux Guriad“ (Kreuz des Gwriad) in Maughold auf der Isle of Man (Insel Man) erinnert.[3] Er war mit Esyllt ferch Cynan (Esyllt, Tochter des Cynan) Prinzessin von Gwynedd, einer Tochter von Cynan Dindaethwy ap Rhodri, König von Gwynedd (798–816) verheiratet, woraus sich später der Anspruch seines Sohnes, Merfyn Frych ap Gwriad († 844), auf dieses Königreich stützte.[4]

### Eltern
Der Vater von Cadell ap Rhodri war Rhodri der Große (walisisch Rhodri Mawr), auch Rhodri ap Merfyn Frych (Rhodri, Sohn des Merfyn des Sommersprossigen) genannt (* ca. 820; † 878). Dieser wurde 844 nach dem Tod seines Vaters König von Gwynedd (844 bis 878), durch den Tod seines mütterlichen Onkels 854 König von Powys (854 bis 878) und durch den Tod seines Schwagers 871 König von Seisyllwg (855 bis 878) und dadurch zum Herrscher eines Großteils von Wales. Dies und die erfolgreiche Abwehr von Angriffen der Angelsachsen und der Wikinger trugen ihm als erstem walisischen Herrscher den Ehrentitel „der Große“ ein.
Die Mutter von Cadell ap Rhodri war Angharad ferch Meurig (* ca. 825 in Ceredigion in Wales). Sie war eine Tochter des Meurig ap Dyfnwallon, König von Seisyllwg (cl. c. 850) und die Schwester des Gwgon ap Meurig, des letzten Königs von Seisyllwg aus diesem Haus, der 871 unter nicht ganz geklärten Umständen ertrank, wodurch das Königreich Seisyllwg an ihren Ehemann, Rhodri den Großen fiel.

Karte über den Herrschaftsbereich von Rhodri dem Großen
Gwynedd, Das Königreich Rhodris
Das Gebiet von Morgannwg

## Leben

### König von Seisyllwg
Cadell ap Rhodri wurde um 854, nach anderen 861 als einer der jüngeren Söhne von Rhodri dem Großen geboren, der dank Familienpolitik und Geschicklichkeit fast ganz Wales in seiner Hand vereinigt hatte. Nach dessen Tod zerfiel sein Reich durch Aufteilung an seine drei Söhne wieder in Kleinkönigreiche.
Cadell erhielt bei dieser Aufteilung das Königreich Seisyllwg, das sich im südwestlichen Teil von Wales befand. Dem entsprechen heute etwa die moderne Unitary Authority Ceredigion, ein Teil von Carmathenshire und die Halbinsel Gower. Der Name leitet sich von König Seisyll ab, der das Königreich Ceredigion an der Wende vom 7. zum 8. Jahrhundert regierte. Es ist möglich, aber nicht gesichert, dass die Errichtung des Königreiches Seisyllwg auf ihn zurückgeht. Seisyllwg zählt daher nicht zu den ältesten Kleinkönigreichen von Wales, da es erst nachträglich aus der Zusammenlegung der Kernregion – dem Königreich Ceredigion – mit den Regionen Cantref Mawr und Ystrad Tywi entstand.
Das Königreich Seisyllwg wurde jahrhundertelang von der Familie von Cadells Mutter, Angharad ferch Meurig (* ca. 825 in Ceredigion, Wales), regiert, die sich von König Ceredig, einem Sohn des Cunedda ableitet, der um 470 lebte und als der eponyme Stammvater des Königreiches Ceredigion gilt. Zu dieser Familie zählt auch der Landespatron der Heilige David, (walisisch Dewi Sant) († 589), der im 6. Jahrhundert als Missionar, Bischof und Stifter von Klöstern wirkte und an den die St David’s Cathedral in der gleichnamigen Stadt in der Grafschaft Pembrokeshire am westlichsten Punkt von Wales erinnert.
Diese Dynastie, deren Stammfolge nur unvollständig überliefert ist, endete jedoch mit Gwgon ap Meurig, dem Bruder der Mutter von König Cadell, der als letzter König von Seisyllwg aus dem Haus des Ceredig im Jahre 871 ertrank, worauf Cadells Vater Rhodri der Große dessen Königreich annektierte.

### König von Dyfed
Cadell war jedoch ambitioniert, tat sich mit seinen Brüdern zusammen und eroberte das westlich von seinen Ländern gelegene walisischen Königreich Dyfed. Der letzte König von Dyfed, Llywarch ap Hyfaidd wurde von Cadell um das Jahr 904 besiegt und anschließend rituell ertränkt. Dessen Bruder Rhodri ap Hyfaidd ließ sich daraufhin zum König ausrufen, wurde jedoch schon im nächsten Jahr gestürzt und enthauptet. Cadell folgte daher als König von Dyfed. Um dem Übergang der Herrschaft eine rechtliche Grundlage zu geben, verheiratete Cadell seinen Sohn Hywel Dda (Hywel der Gute) (* ca. 880, † 950) mit Elen, der Tochter von König Llywarch, der damit das Königreich „erbte“.

### Stammvater der Dinefwr-Dynastie

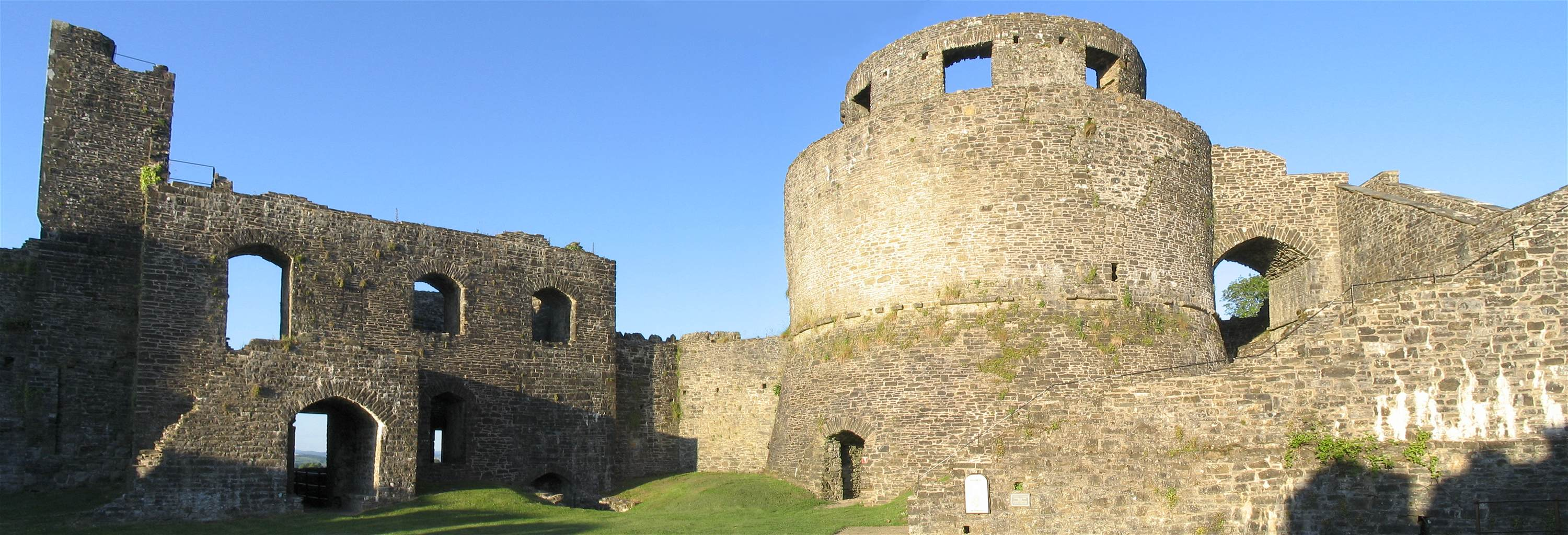
Dinefwr Castle

Der von Cadell ap Rhodri gestiftete Zweig der Nachkommen von Rhodri dem Großen wird nach dem ursprünglich von König Rhodri erbauten Dinefwr Castle, der späteren Residenz der Könige von Deheubarth als „Dynefwr Dynastie“ bezeichnet. Sie regierte das von Cadells Sohn, Hywel Dda, geschaffene Königreich Deheubarth (entspricht heute etwa dem Preserved County Dyfed) bis zur Eroberung durch die Könige von England im 13. Jahrhundert.

## Nachkommen
Cadell von Seissyllwg hatte mindestens einen Sohn, Hywel Dda, auch Howell der Gute (um 880–950), der die Herrschaft über fast ganz Wales erringen konnte.